# Saussurea amurensis
Saussurea amurensis là một loài thực vật có hoa trong họ Cúc. Loài này được Turcz. miêu tả khoa học đầu tiên.